# Kuala Lumpur Open gennaio 1993
Il Kuala Lumpur Open del gennaio 1993 è stato un torneo di tennis giocato sul sintetico indoor. È stata la 1ª edizione dell'evento, che fa parte dell'World Series nell'ambito dell'ATP Tour 1993. Il torneo si è giocato a Kuala Lumpur, in Malaysia, dal 4 al 10 gennaio 1993.

## Campioni

### Singolare
Richey Reneberg ha battuto in finale  Olivier Delaître con il punteggio di 6–3, 6–1

### Doppio
Jacco Eltingh /  Paul Haarhuis hanno battuto in finale  Henrik Holm /  Bent-Ove Pedersen con il punteggio di 7–5, 6–3